# Chermsideøya
Chermsideøya ist eine Insel in Gustav-V-Land im zu Norwegen gehörenden Spitzbergen-Archipel.
Sie liegt nördlich von Nordostland vor der Spitze der Halbinsel Laponiahalvøya. Getrennt sind beide durch den Beverlysund, der an seiner engsten Stelle nur 800 m breit ist. Unmittelbar östlich von Chermsideøya liegen die beiden Inseln der Castrénøyane.
Chermsideøya misst in Nord-Süd-Richtung etwa 7 km, in Ost-West-Richtung 5 km. Die Fläche der Insel beträgt 20 km². In zwei Bergen, die nach den Katzenjammer Kids benannt sind, die in Norwegen Knoll und Tott heißen, erreicht die Insel Höhen von 280 bzw. 230 m. Den höchsten Punkt bildet mit 305 m Höhe aber das Kliff am Ostkap. Die Insel ist im Sommer eisfrei mit Ausnahme einer ein Quadratkilometer großen vergletscherten Fläche am Osthang des Knoll. In der Nähe der tief eingeschnittenen Nordkapbucht gibt es einen kleinen Binnensee, den Vinkeltjørna.
Die Insel ist nach Herbert Chermside benannt, einem britischen Offizier und Diplomaten, der 1873 an Benjamin Leigh Smiths dritter Expedition nach Spitzbergen teilnahm. Sie gehört zum 1973 gegründeten Nordost-Svalbard-Naturreservat.